# МАНАПО
Македонското народно движение (на сръбски: Македонски народен покрет, МАНАПО) е тайна политическа организация на студенти от Вардарска Македония, Кралство Югославия.
Основана е в Загреб и Белград през 1936 година. В нея участват и дейци от преустановилата дейност в Кралство Югославия ВМРО (обединена). В нея се включват Димитър Гюзелев, Димитър Чкатров и Спиро Китинчев, които защитават идеи за демократично управление и право на самоопределение на българите в Югославия.
Според югославски източници организацията се бори за събуждане на националното самосъзнание сред населението от Вардарска Македония, утвърждение на македонския народен език, както и борба със сръбската власт и фашизма. Правят неуспешни опити да участват на парламентарни избори през 1935 година и на общинските избори през 1936 година. Дружеството „Вардар“ в Загреб издава „Наш Весник“, от който излиза само един брой на 30 март 1937 година след което вестникът е забранен от властите. МАНАПО участва на изборите през 1938 година заедно със Сдружената коалиция и най-вече с Народната земеделска партия на Драголюб Иванович. Организацията се разпада през 1938 година като част от членовете ѝ се присъединяват към Югославската комунистическа партия, сред които Лазар Соколов и Богоя Фотев.